# 人民阿迪蒂突击队

人民阿迪蒂突擊隊旗幟

人民阿迪蒂突击队（意大利語：Arditi del Popolo）是一个意大利的一個反法西斯主義组织，组建于1921年6月，該組織主要抵抗贝尼托·墨索里尼的国家法西斯党以及黑衫軍。人民阿迪蒂中有无政府工团主义者、社会主义者、共产主义者、无政府主义者、共和主义者、反資本主義者以及一些前军队军官。人民阿迪蒂是阿迪蒂突击队的一個分支。
法西斯分子因而和意大利国家安全部队串通一气，刺杀、拘禁了人民阿迪蒂突击队的绝大多数领导人，到了1924年，人民阿迪蒂突击队已完全解体。